# Phi crochet palatal
ɸ̡, appelé phi hameçon palatal ou phi crochet palatal, est une lettre latine utilisée auparavant dans l'alphabet phonétique international, rendu obsolète en 1989, lors de la convention de Kiel. Elle est composée d’un phi diacritée avec un crochet palatal.

## Utilisation
Le phi hameçon palatal a été utilisé par quelques auteurs dans la transcription de dialectes anglais d’Irlande avec l’alphabet phonétique international, par exemple par Patrick Leo Henry dans une description du dialecte anglo-irlandais de North Roscommon publiée en 1957, ou par Bengisu Rona Winnick dans une description de la phonétique et phonologie du turc.
En 1989, après la conférence de Kiel, le crochet palatal est remplacé par la lettre j en exposant et le symbole  est remplacé par ‹ ɸʲ ›.

## Représentations informatiques
Le phi crochet palatal n’a pas été codé avec son propre caractère, comme certains autre symboles avec un crochet palatal, mais peut être représenté approximativement avec les caractères Unicode suivants : 
- décomposé et normalisé NFD (Alphabet phonétique international, diacritiques) :

| formes    | représentations | chaînes de caractères | points de code | descriptions                                            | notes                                                                                              |
| --------- | --------------- | --------------------- | -------------- | ------------------------------------------------------- | -------------------------------------------------------------------------------------------------- |
| minuscule | ɸ̡               | ɸ◌̡                    | U+0278 U+0321  | lettre minuscule latine phi diacritique crochet palatal | Le symbole phi de l’API est distinct de la lettre grecque phi φ U+03C6 ou du symbole phi ϕ U+03D5. |